# 动作捕捉服

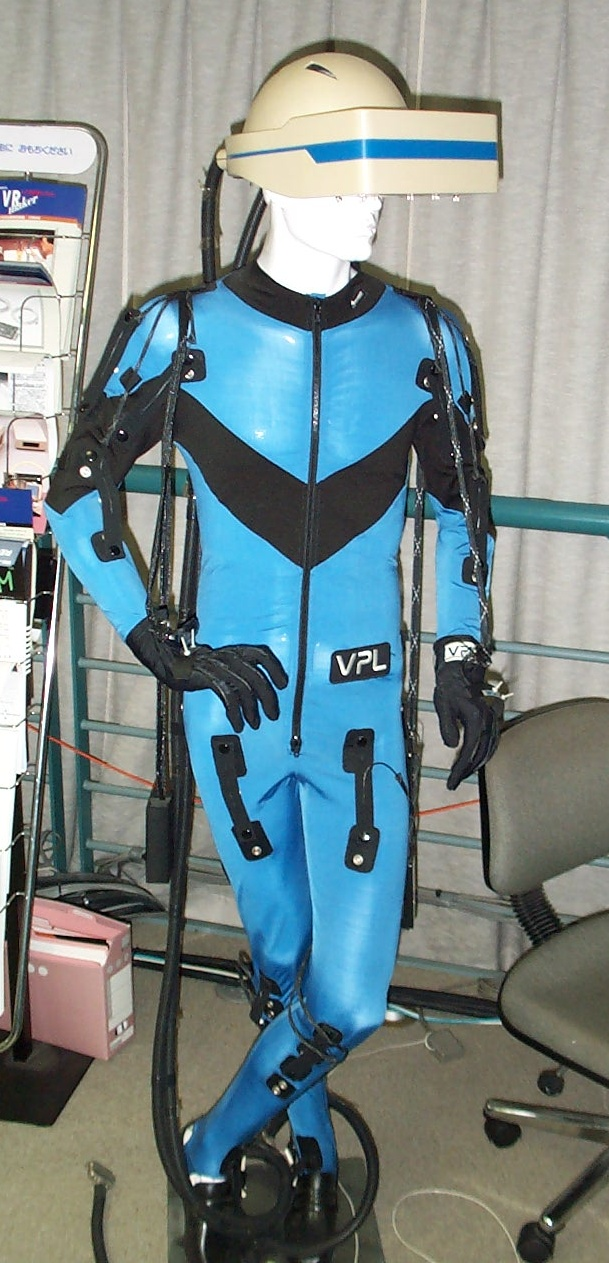
一套VPL Research DataSuit，一种用于测量手臂、腿部和躯干的运动的带有传感器的全身装备。大约在1989年开发。目前在东京日商岩井陈列室展出

动作捕捉服（简称：动捕服）是一种记录穿戴者身体动作的可穿戴设备。其中部分套装还具有触觉反馈的功能。

## 历史
VPL Research在1980年代晚期推出的Data Suit是市场上最早的动作捕捉服之一。Data Suit中缝合的传感器可以通过光纤电缆连接到计算机，每秒能够更新动作数据15到30次。Data Suit是动作捕捉服的历史先驱。其包括EyePhone和Data Glove在内的一套服装售价高达500,000美元。 